# Катендорф
Катендорф (нем. Kathendorf) — муниципальный район и населённый пункт в Германии, в земле Саксония-Анхальт. Входит в состав города Эбисфельде-Веферлинген района Бёрде.
Население составляет 267 человек (на 31 декабря 2006 года). Занимает площадь 7,77 км².
Ранее деревня Катендорф имела статус общины. С 1994 по 1 января 2005 года подчинялась управлению Эбисфельде, с 2005 по 31 декабря 2009 — управлению Эбисфельде-Кальфёрде. 1 января 2010 года вошла в состав города Эбисфельде-Веферлинген.